# LP 944-20
LP 944-20是位於天爐座的一顆光譜類型為M9非常暗淡的棕矮星，距離太陽系20.9光年。視星等為18.69，近星研究會上列出的恆星中最暗淡的恆星之一。

## 物理特性
由於自轉週期短，這顆年輕的褐矮星表現出強烈而頻繁的X射線耀斑，並擁有光球層級高達135G的強磁場。1999年12月15日，探測到X射線耀斑。
2007年發表的觀測結果表明，LP 944-20的大氣層含有大量鋰，並且它有塵土飛揚的雲。

## 外部連結
- "The 100 nearest star systems" （页面存档备份，存于）, 近星研究會